# Monteluco
Monteluco  est une frazione de la ville de Spolète, en Ombrie, région d'Italie centrale. Le hameau qui comptait, en 2001, 27 habitants est situé sur une montagne de calcaire couverte par la forêt, à 780 mètres d'altitude.
Le nom « Monteluco » dérive du Latin lucus, bois sacré de Jupiter. À l'entrée du bois se trouve une copie en pierre de la Lex spoletina, écrite en vieux latin et datant du IIIe siècle av. J.-C. Saint François d'Assise y aurait vécu pendant une courte période en 1218.

## Sites particuliers
- Couvent Saint-François (XIIIe siècle).
- Église romane Saint-Pierre (Ve siècle).
- Église Saint-Julien (XIIe siècle), de style roman, construite sur une préexistante (VIe siècle). L'intérieur est composé d'une nef et deux bas-côtés, avec des absides semi-circulaires et une crypte.
- Grotte des ermites.

## Images

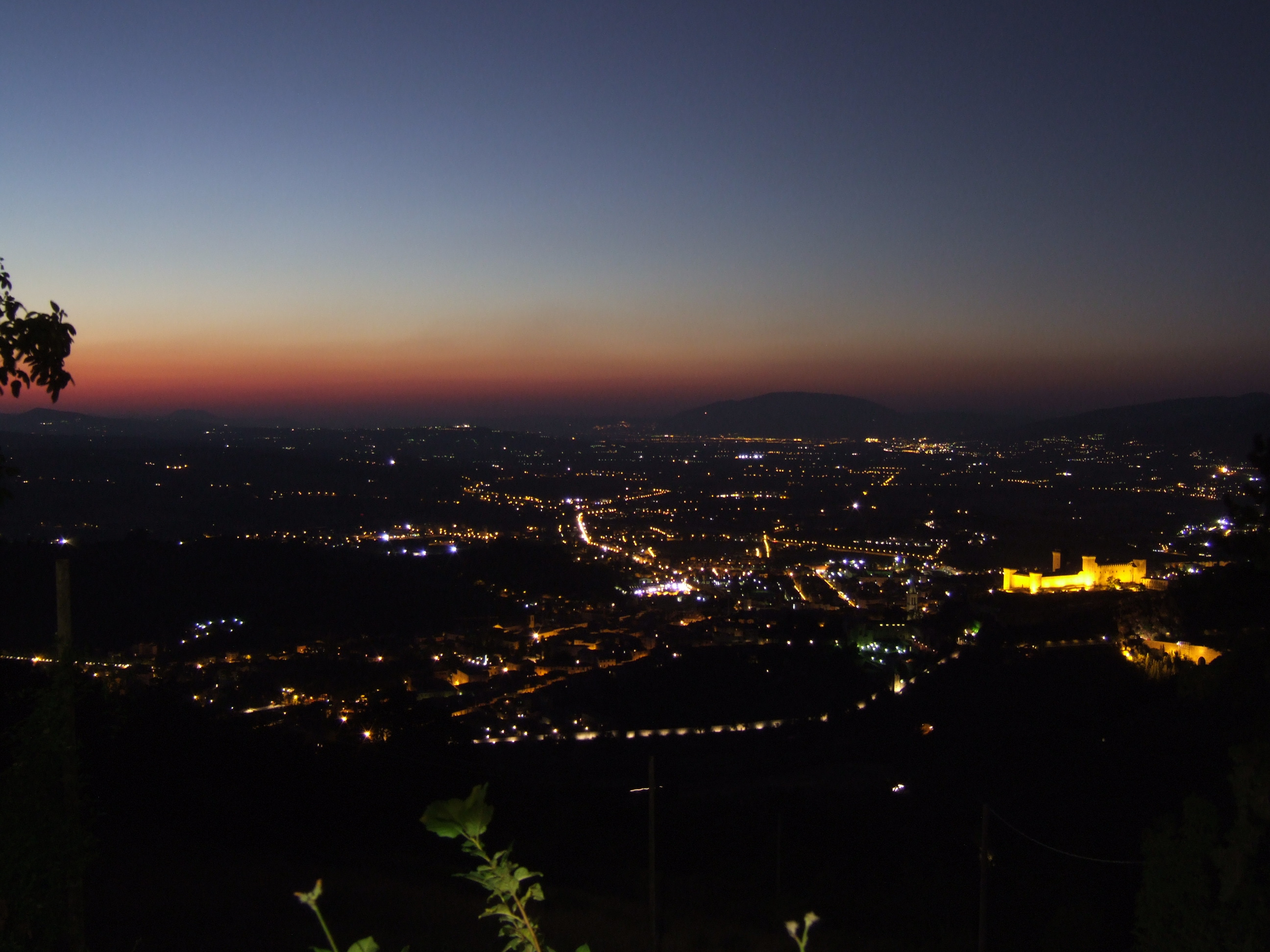
Vue nocturne de Spolète
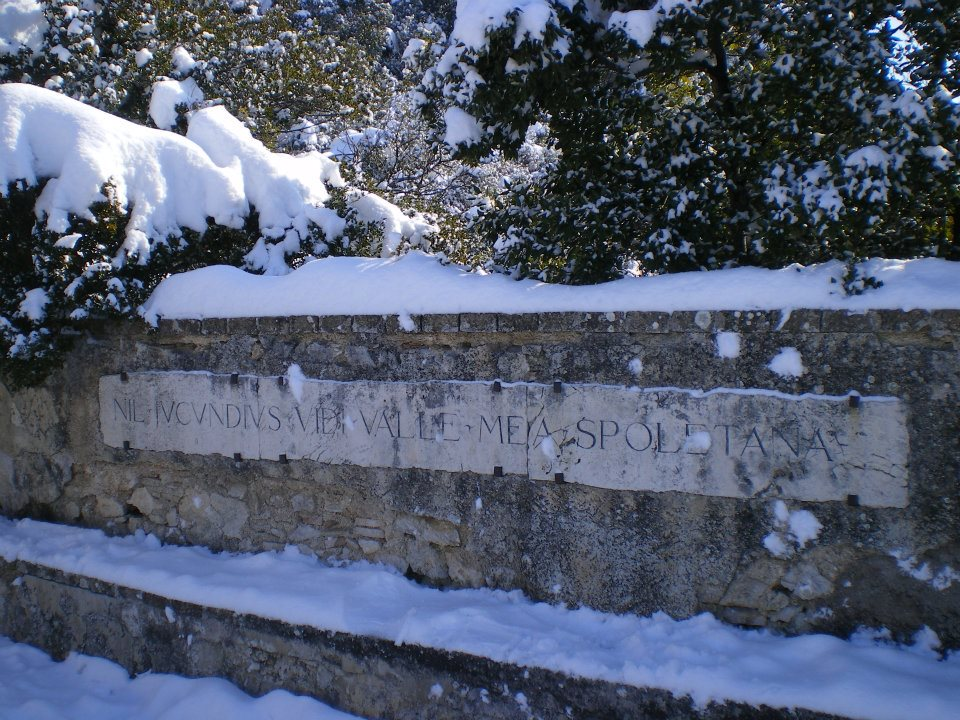
Belvédère. Citation de saint françois d'Assise : « Nihil iucundius vidi valle mea spoletana »
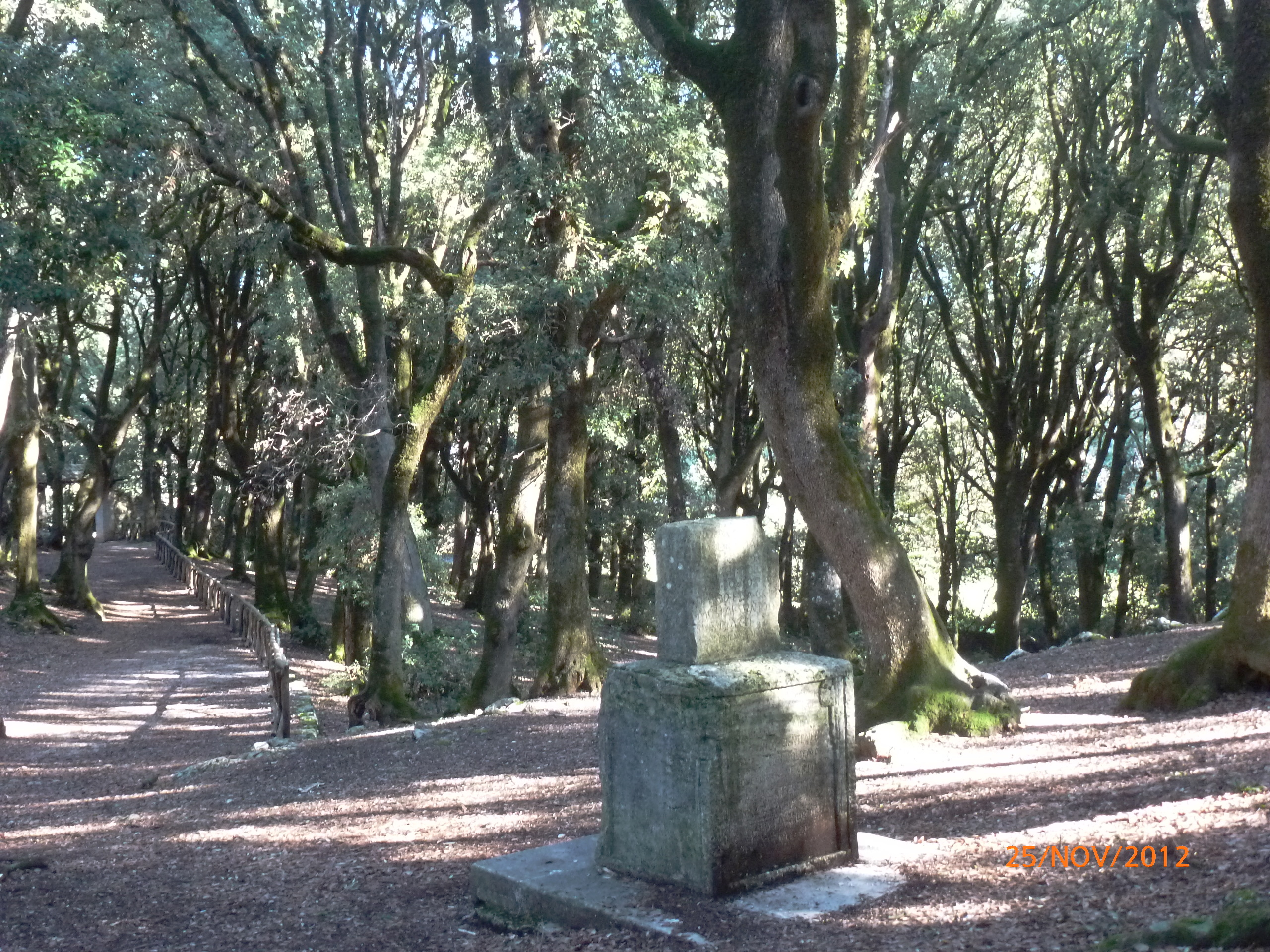
Reproduction de la Lex Luci Spoletine